# Pedro Zavagli
Pedro Paulo Zavagli, também conhecido como Spiga (Araraquara, ) é um poeta e letrista brasileiro que trabalhou em parceria com Ibys Maceioh e Mario Mammana, entre outros expoentes da MPB. Teve participação no disco Leite Preto, de Carmen Queiroz .   

## Letras de músicas
- Realidade em parceria com Ibys Maceioh
- Caminhante em parceria com Ibys Maceioh e Mario Mammana

## Produção bibliográfica
- Noturno Coração (1988) - livro de poesias